# پلینویل (کانزاس)
پلینویل (به انگلیسی: Plainville) شهری در ایالت کانزاس کشور ایالات متحده آمریکا است که جمعیت آن در سرشماری سال ۲۰۱۰ میلادی، ۱٬۹۰۳ نفر بوده‌است.